# TomTom
TomTom NV is een Nederlandse fabrikant van navigatiesystemen. Het is Europa's grootste en wereldwijd een van de marktleiders van navigatietoepassingen. Het bedrijf heeft zo'n 3700 werknemers en kantoren in, onder andere, Amsterdam, Eindhoven, Gent, Massachusetts, Edinburgh, Berlijn en Taiwan. TomTom is beursgenoteerd en maakt deel uit van de AScX index.

## Geschiedenis
In 1991 begonnen Peter-Frans Pauwels en Pieter Geelen, beiden pas afgestudeerd aan de Universiteit van Amsterdam, het bedrijf Palmtop, dat applicaties ging ontwikkelen voor de eerste generatie handheld computers. In die tijd waren de meeste applicaties voor zakelijk gebruik, maar met het succes van de Psion Series 3-reeks werd duidelijk dat particulieren ook behoefte hadden aan personal organizers. Het bedrijf werd omgedoopt in Palmtop en begon lichtgewicht commerciële applicaties te ontwikkelen, variërend van woordenboeken en personal finance-producten tot spelletjes en routeplanners.
Om deze applicaties wereldwijd te kunnen verkopen, kwam Corinne Vigreux in 1994 het team versterken. De handheldmarkt breidde zich snel uit, vooral na het grote succes van de Palm Pilot in 1996 en de opkomst van de eerste Microsoft-gebaseerde apparaten. Palmtop ontwikkelde applicaties voor al deze apparaten.
In 2001 werd Harold Goddijn, ex-ceo van Psion, de vierde volledige partner, en kreeg het bedrijf de nieuwe naam TomTom. Ook kwam het bedrijf met een mobiel autonavigatiesysteem: TomTom Navigator. De naam TomTom zou terugvoeren op het slaginstrument Tomtom dat gebruikt werd om signalen en berichten over grote afstanden over te brengen waardoor reizigers makkelijk hun bestemming konden vinden.
Tegen de tijd dat TomTom Navigator 2 in het voorjaar van 2003 op de markt kwam, haalde het bedrijf Mark Gretton, ex-cto van Psion en maker van de originele Psion Series 3, over bij TomTom te komen, een hardwareteam samen te stellen en een alles-in-een navigatieproduct te ontwikkelen. Alexander Ribbink, ex-vicepresident brand development bij Mars Inc, sloot zich in november 2003 bij TomTom aan om voor de marketing zorg te dragen. TomTom Go, een standalone autonavigatiesysteem, werd in het voorjaar van 2004 uitgebracht. In het najaar kwam TomTom Mobile uit, een navigatietoepassing die gebruikmaakt van smartphones.
TomTom maakt veel gebruik van open source software, onder andere voor de Linuxkernel. In het begin hield TomTom zich niet volledig aan de GPL-licentie. Op 24 oktober 2004 werd een overeenkomst gesloten met gpl-violations.org. Het resulteerde in een website waarop TomTom een deel van haar bronnen openbaar maakte.
Op 27 mei 2005 ging het Nederlandse TomTom naar de beurs. De aandelen haar genoteerd op Euronext Amsterdam onder de code TOM2. De opbrengst van de beursgang was circa € 125 miljoen. TomTom werd onderdeel van de AEX-index op 2 maart 2006.
Op 24 maart 2007 kwam in het nieuws dat TomTom de researchafdeling van Siemens VDO overneemt in Eindhoven. Deze researchafdeling zou zich voornamelijk gaan richten op de automotive markt.
In juli 2007 lanceerde TomTom een overnamebod op Tele Atlas. Eind oktober 2007 kwam de Amerikaanse concurrent Garmin met een tegenbod van in totaal € 2,3 miljard. Op 7 november 2007 verhoogde TomTom haar bod aanzienlijk tot € 2,9 miljard. Op 16 november 2007 trok Garmin haar bod in en won TomTom de overnamestrijd. Ook de Europese Commissie gaf het groene licht voor de overname. Aandeelhouders van Tele Atlas boden massaal hun aandelen aan en op 10 juni 2008 vond de formele afhandeling van de overname plaats. De overnamesom die TomTom voor kaartenmaker Tele Atlas betaalde was achteraf veel te hoog. TomTom moest € 1,1 miljard afboeken op de waarde van Tele Atlas waardoor het een verlies leed van € 873 miljoen in 2008. De beurskoers van TomTom daalde van ruim € 60 per aandeel in november 2007 naar ruim € 3 in februari 2009.
Eind 2007 is de samenwerking tussen TomTom en Toyota aangekondigd en op 5 februari 2009 is de Renault Carminat TomTom bekendgemaakt.
Op 26 februari 2009 wordt bekendgemaakt dat Microsoft TomTom in de Verenigde Staten voor de rechter zou dagen wegens het schenden van acht patenten. Een maand later kwam TomTom echter met de beschuldiging dat Microsoft vier van TomToms patenten schond. Uiteindelijk is in beide zaken een schikking getroffen die niet openbaar is gemaakt.
Tijdens de Apple Worldwide Developers Conference op 8 juni 2009 werd door Peter-Frans Pauwels, technisch directeur en mede-oprichter van TomTom, de aankondiging gedaan dat de TomTom op korte termijn ook beschikbaar zou zijn voor iPhone.
In december 2009 nam TomTom het bedrijf iLocal over. iLocal was gespecialiseerd in locaties van bedrijven, waarbij informatie van meerdere bronnen werd samengevoegd. Door deze overname beschikte TomTom over voldoende gegevens voor de zoekfunctie in de navigatieapparatuur, zodat het contract met Google kon worden beëindigd.
In 2011 werd aan de oprichters de IJ-prijs van de gemeente Amsterdam toegekend.
In oktober 2012 maakte TomTom bekend dat het de markt op ging met het TomTom Taxi-concept. Dit concept hield in dat consumenten een taxi kunnen bestellen met een mobiele app of een druk op de knop van het TaxiButler-apparaat in een restaurant of hotel. Om dit mogelijk te maken nam TomTom het Nederlandse bedrijf New Toast over, dat al eerder de TXXI-app had ontwikkeld. Begin februari 2013 kwam de TomTom Taxi-app uit voor iPhone, waarmee een taxi te bestellen en te volgen was. Later dat jaar besloot TomTom met deze dienst te stoppen. New Toast ging daarna door met het doorontwikkelen van de Taxi Butler.
Begin 2017 nam TomTom de startup Autonomos over om zich te focussen op HD-kaarttechnologie voor autonome voertuigen. Na de zomer van 2019 presenteerde TomTom haar autonome testvoertuig.
Eind januari 2019 maakte TomTom bekend dat de Telematics-afdeling verkocht wordt aan het Japanse Bridgestone voor € 910 miljoen. Telematics, dat in 2017 een omzet realiseerde van € 162 miljoen, is het kleinste bedrijfsonderdeel en houdt zich bezig met voertuigvolgsystemen. De transactie werd op 1 april 2019 afgerond en TomTom realiseerde een boekwinst op de verkoop van € 807 miljoen. Dit geld is grotendeels aan de aandeelhouders uitgekeerd.
In december 2022 kondigt TomTom aan dat een joint venture met Amazon, Meta en Microsoft gestart is voor het maken van kaarten op basis kaartgegevens van OpenStreetMap. De nieuwe Overture Maps Foundation zal onderdeel van de Linux Foundation worden.
Op 30 juni 2025 maakte TomTom bekend dat er 300 banen gaan verdwijnen. De personeelsreductie is mogelijk door meer gebruik te maken van kunstmatige intelligentie. Van de 3700 medewerkers, werken er bijna 2500 buiten Nederland. Van de 300 medewerkers in Nederland verloor minder dan de helft hun baan.

## Bestuursleden

### Raad van bestuur
- Harold Goddijn, voorzitter en CEO
- Taco Titulaer, lid en CFO
- Alain De Taeye, lid

Vier oprichters van TomTom hadden nog 44% van de aandelen in handen per jaareinde 2021.

## Financiële resultaten
In 2008 leed TomTom een verlies van € 873 miljoen vanwege een afschrijving ter waarde van € 1048 miljoen op de betaalde goodwill voor Tele Atlas. In 2011 werd wederom een extra afboeking op de goodwill gedaan van € 512 miljoen waardoor een nettoverlies van € 439 miljoen resulteerde. Over het boekjaar 2012 had TomTom een belastingmeevaller ter waarde van € 80 miljoen. Inclusief dit belastingvoordeel rapporteerde TomTom een winst van € 129 miljoen over 2012.
In december 2016 maakte TomTom een reorganisatie bekend. Zo’n 200 mensen van de divisie consumentenproducten worden herplaatst. Dit is ongeveer 20% van de werknemers die binnen deze divisie actief zijn. In totaal verliezen ongeveer 60 mensen hun baan, waarvan er ruim 20 nog in Nederland werkzaam zijn. De ingreep was noodzakelijk door de tegenvallende verkopen.
In heel 2017 behaalde TomTom een omzet van € 903 miljoen en leed een nettoverlies van € 204 miljoen. Het verlies was vooral een gevolg van een afschrijving van € 169 miljoen op de goodwill van de consumententak.
In de onderstaande tabel een overzicht van de financiële resultaten van TomTom sinds 2004. De bijzondere baten en lasten zijn hierin niet opgenomen om een beter beeld te krijgen van de resultaten uit de gewone bedrijfsuitvoering. De pijltjes naar boven en beneden geven de richting van de verandering aan ten opzichte van het voorgaande jaar.
| Jaar | Omzet       | Bedrijfs- resultaat | Netto- resultaat | Werknemers  |
| Jaar | (× miljoen) | (× miljoen)         | (× miljoen)      | Werknemers  |
| ---- | ----------- | ------------------- | ---------------- | ----------- |
| 2004 | € 192       | € 43                | € 28             | niet bekend |
| 2005 | € 720       | € 195               | € 143            | 435         |
| 2006 | € 1364      | € 340               | € 222            | 809         |
| 2007 | € 1737      | € 428               | € 317            | 1337        |
| 2008 | € 1674      | € 264               | € 188            | 3498        |
| 2009 | € 1480      | € 231               | € 94             | 3089        |
| 2010 | € 1521      | € 190               | € 110            | 3487        |
| 2011 | € 1237      | € 102               | € 74             | 3677        |
| 2012 | € 1057      | € 70                | € 49             | 3441        |
| 2013 | € 963       | € 26                | € 20             | 3630        |
| 2014 | € 950       | € 21                | € 23             | 4116        |
| 2015 | € 1007      | € 1                 | € 18             | 4605        |
| 2016 | € 987       | € 9                 | € 12             | 4716        |
| 2017 | € 903       | € –3                | € –14            | 4738        |
| 2018 | € 861       | € 56                | € 45             | 4834        |
| 2019 | € 701       | € –231              | € –193           | 4712        |
| 2020 | € 528       | € –288              | € –258           | 4465        |
| 2021 | € 507       | € –93               | € –95            | 4373        |
| 2022 | € 536       | € −98               | € −103           | 4127        |
| 2023 | € 585       | € −20               | € −21            | 3708        |
| 2024 | € 574       | € −20               | € −17            | 3597        |

### Koersschommelingen
Op 21 januari 2010 daalde de koers van het aandeel TomTom met 10% nadat bekend werd dat Nokia met gratis navigatiesoftware zou komen bij telefoons met een gps-ontvanger, Google deed dit al eerder.
Nadat Nokia in augustus 2015 de kaartentak van NAVTEQ aan het nieuwe Here ter overname aanbood  steeg het aandeel TomTom met ca. 10%, mede door de aandacht voor kaartfabrikanten in het nieuws.
Op 18 september 2018 daalde de aandelenkoers met een kwart op het nieuws dat autofabrikanten Renault, Nissan en Mitsubishi met Google-moederbedrijf Alphabet Inc. gaan samenwerken. De drie stappen over op het Android-systeem van Google.